# Cité de l'Architecture et du Patrimoine
La Cité de l'Architecture et du Patrimoine o Ciudad de la Arquitectura y el Patrimonio es un museo de arquitectura y escultura monumental situado en el Palacio de Chaillot (Trocadéro), en París, Francia. Su colección permanente es también conocida como Musée des Monuments Français (Museo de Monumentos Franceses). Fue establecido por primera vez en 1879 por Eugène Viollet-le-Duc. El museo ha sido renovado en 2007 y ocupa 9,000 metros cuadrados de espacio de galería. Junto a las exposiciones temporales, se hace de tres exhibiciones permanentes:
- Galerie des Moulages: moldes de arquitectura francesa monumental de los siglos XII al XVIII, como portales de catedrales .
- Galerie des Peintures Murales et des Vitraux: copias de murales y vitrales de iglesias románicas y góticas francesas.
- Galerie Moderne et Contemporaine: modelos de arquitectura francesa e internacional desde 1850 hasta nuestros días.

La Cité también contiene:
- El Institut français d'architecture (Instituto francés de arquitectura), para la promoción de la arquitectura francesa y los arquitectos contemporáneos.
- La École d'Chaillot (Escuela de Chaillot) fundada en 1887 para la formación de arquitectos especializados en la restauración de monumentos históricos.
- Una biblioteca de arquitectura.

## Galería

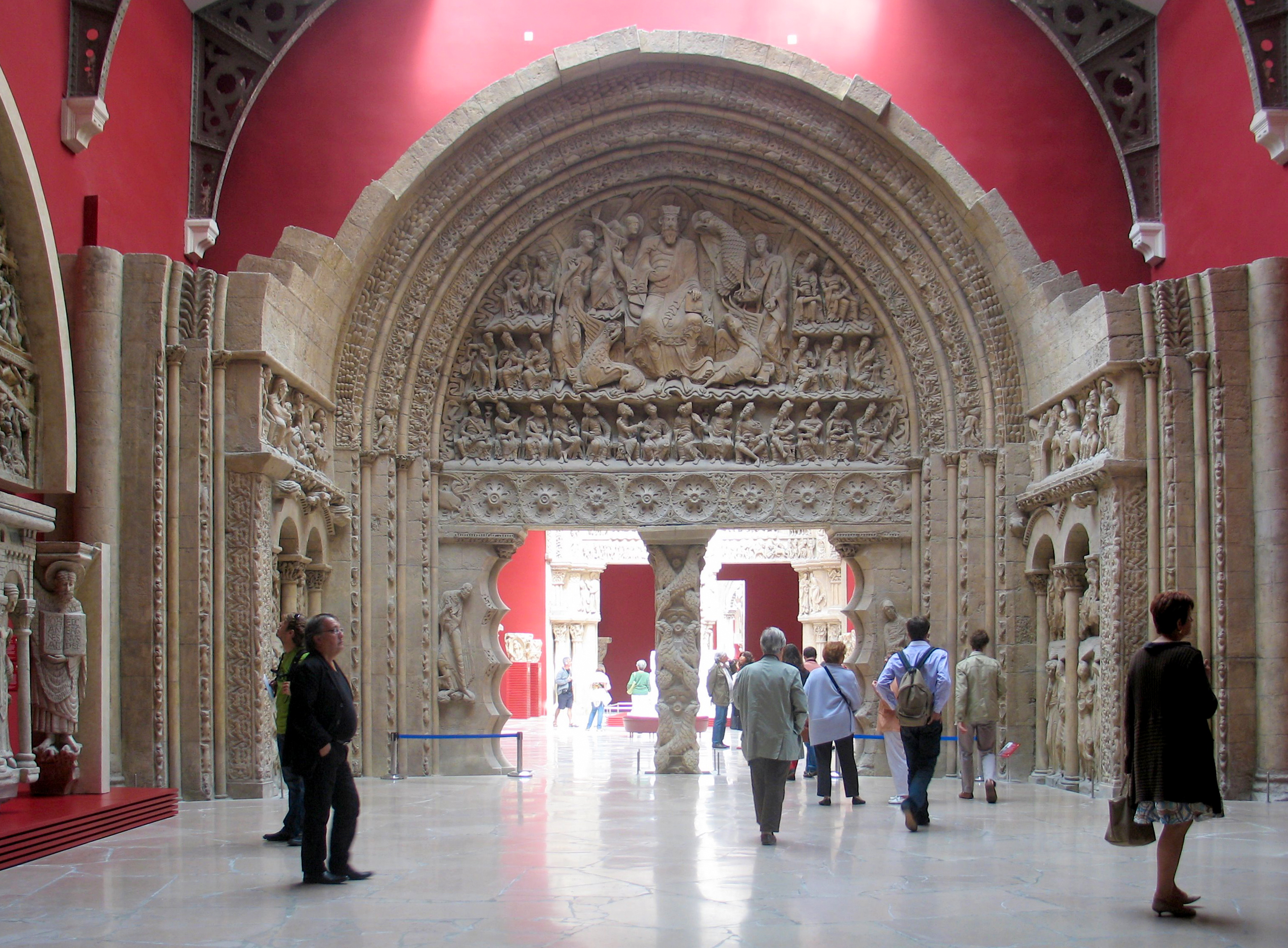
Gallery of French monuments
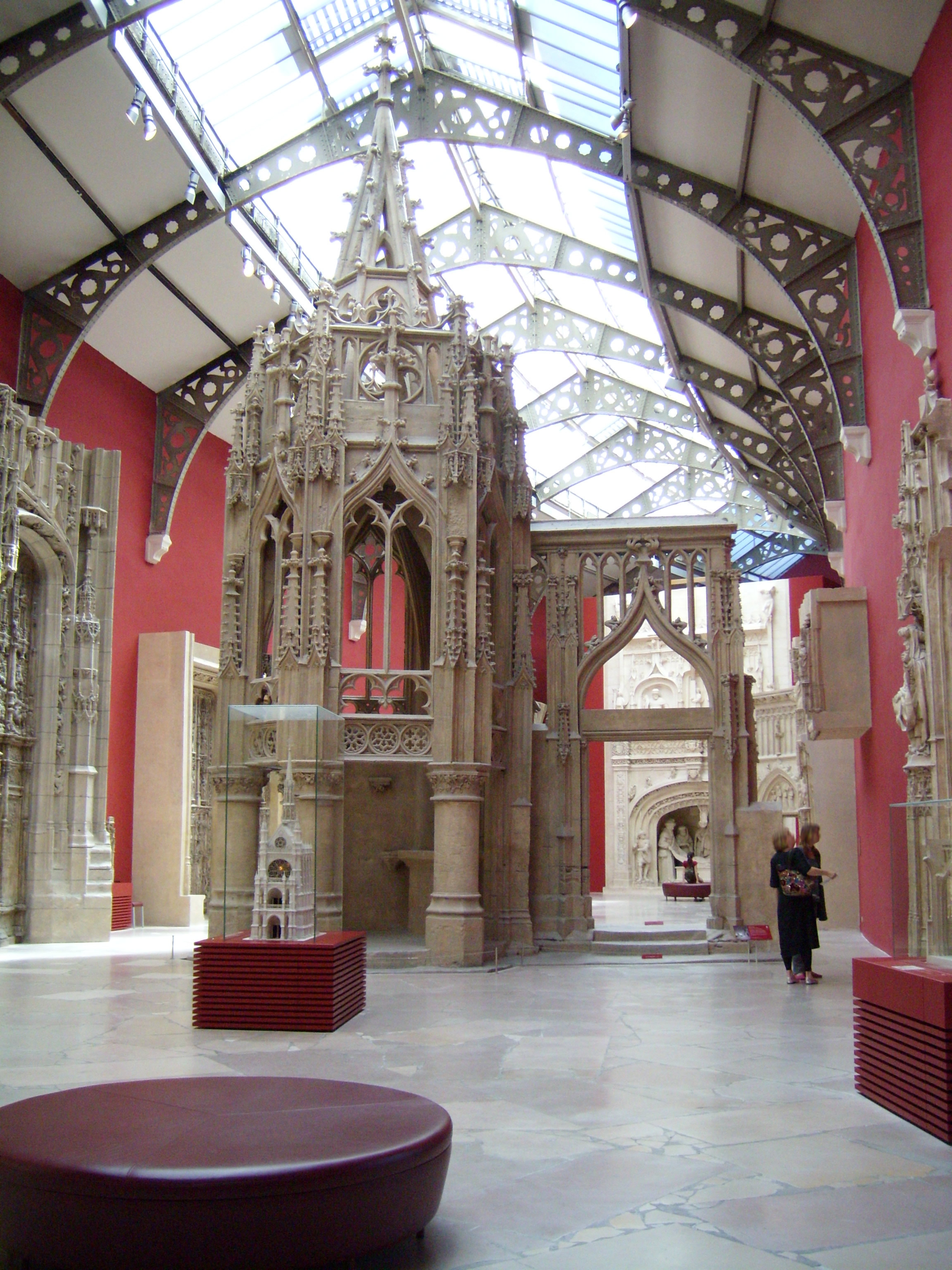
Gallery of French monuments
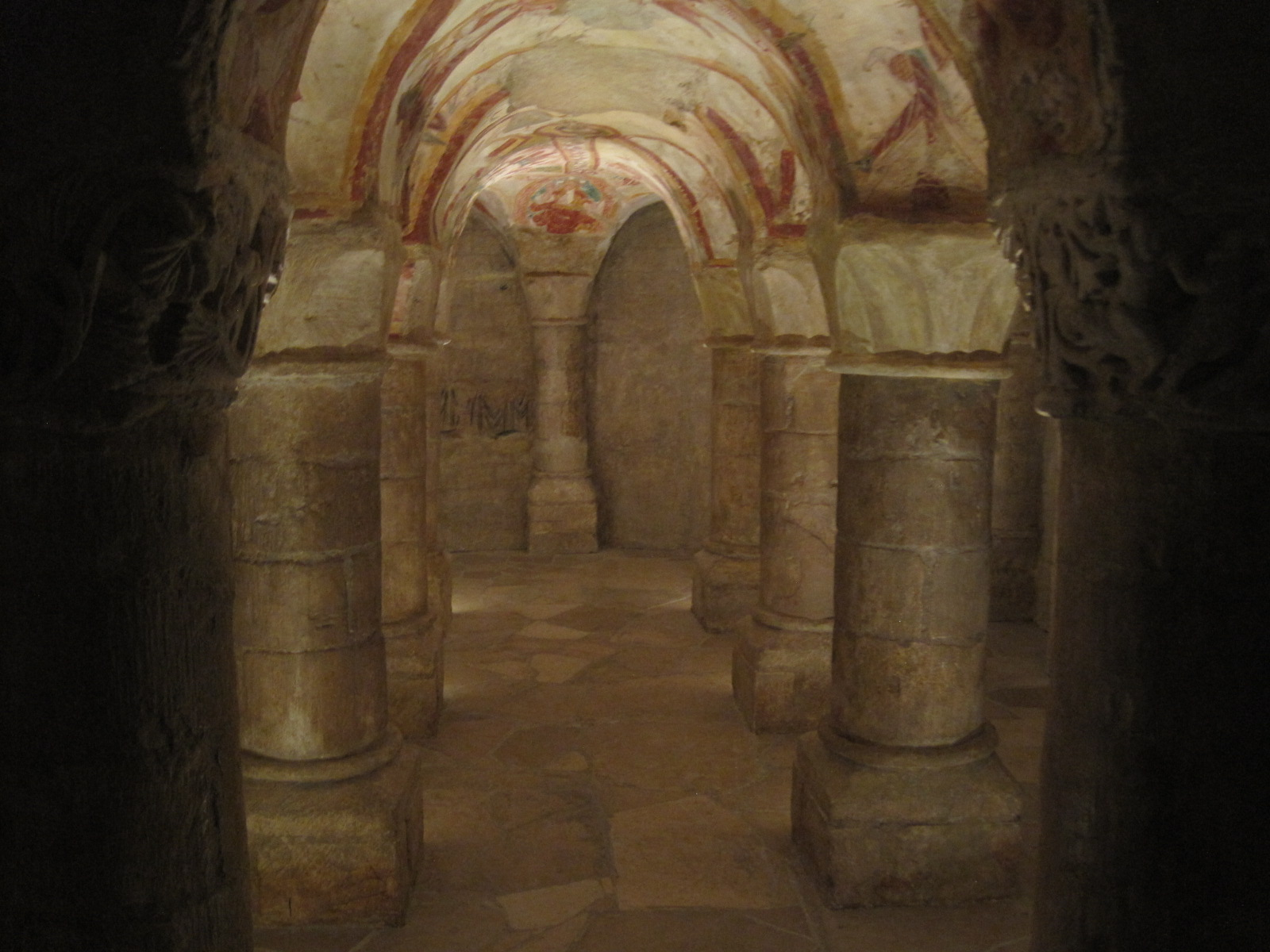
Gallery of murals
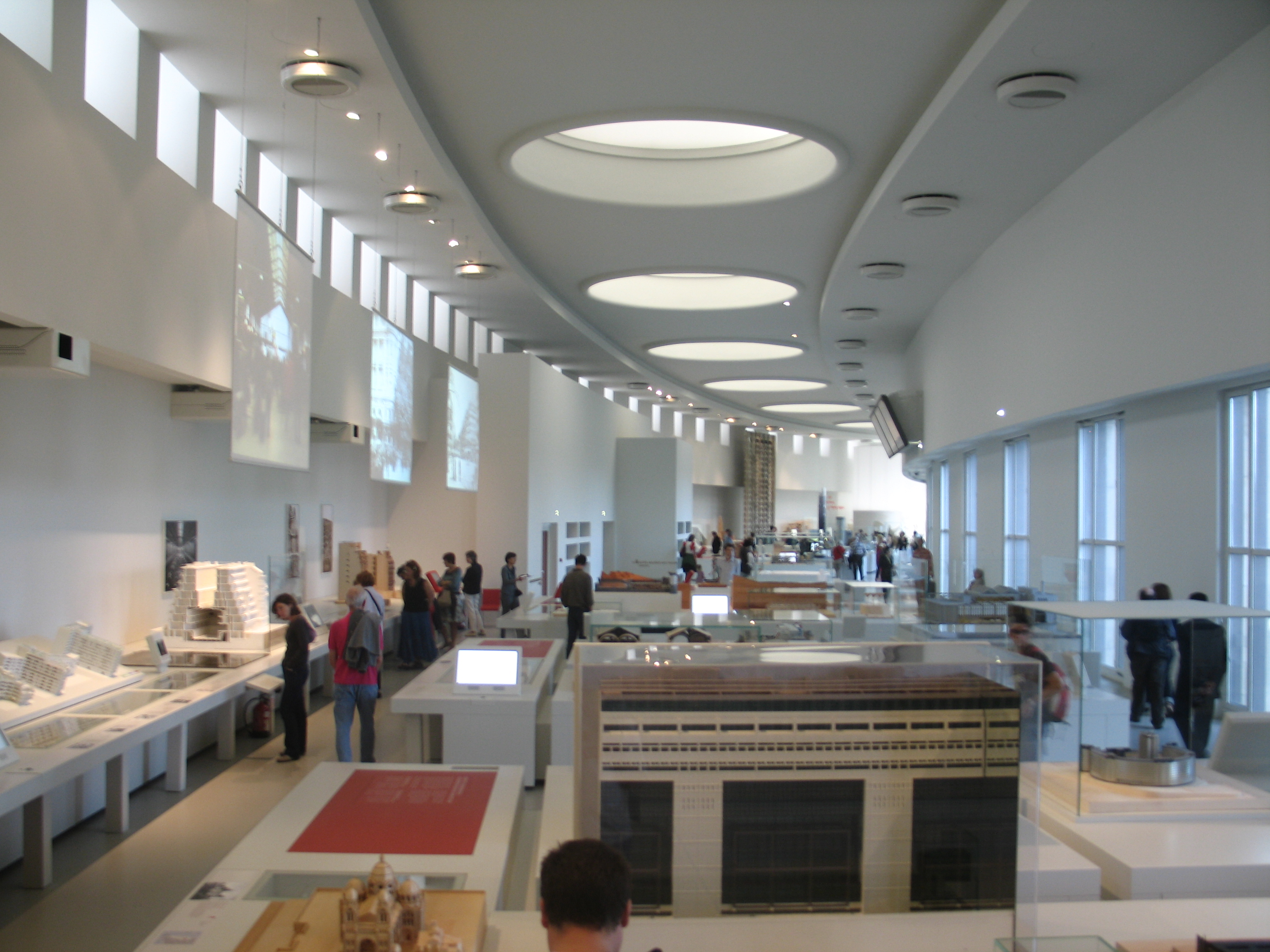
Gallery of modern and contemporary architecture.